# Timo Letschert
Timo Letschert (Purmerend, Países Bajos, 25 de mayo de 1993) es un futbolista neerlandés que juega en la posición de defensa y su equipo es el Chengdu Rongcheng de la Superliga de China.

## Trayectoria
Letschert comenzó su carrera con el Football Club Groningen e hizo su debut profesional el 13 de abril de 2013 en una victoria por 2-0 contra el Heracles Almelo. El 30 de enero de 2014, se anunció que Letschert y el Groningen acordaron rescindir su contrato, ya que no podía aceptar su papel como jugador suplente. 
Un día más tarde, Letschert firmó con el Roda JC hasta el final de la temporada, con una opción por dos años más. 
El 1 de septiembre de 2014, Letschert fue cedido al Football Club Utrecht con una opción de compra, para poder jugar de nuevo en la Eredivisie.
El 3 de agosto de 2016 se anunció que había firmado por el US Sassuolo Calcio, 6o clasificado en la temporada anterior de la Serie A, firmó un contrato de 4 años.
El 17 de agosto de 2018 se unió al Football Club Utrecht de la Eredivisie en calidad de préstamo con una opción de compra. 
El 24 de julio de 2019 se confirmó el fichaje de Letschert por el Hamburgo SV de la 2. Bundesliga, se desconoce el precio del traspaso, y firmó un contrato de un año. Al final del mismo, abandonó el equipo alemán.

## Selección nacional
Letschert recibió su primera llamada de la selección neerlandesa en marzo de 2016 para los amistosos contra Francia e Inglaterra aunque no llegó a debutar.  

## Estadísticas
| Club                   | País          | Año       |
| ---------------------- | ------------- | --------- |
| F. C. Groningen        | Países Bajos  | 2013-2014 |
| Roda JC                | Países Bajos  | 2014-2015 |
| F. C. Utrecht          | Países Bajos  | 2015-2016 |
| U. S. Sassuolo Calcio  | Italia        | 2016-2019 |
| F. C. Utrecht (cedido) | Países Bajos  | 2018-2019 |
| Hamburgo S. V.         | Alemania      | 2019-2020 |
| AZ Alkmaar             | Países Bajos  | 2020-2022 |
| Lyngby BK              | Dinamarca     | 2022      |
| Gwangju F. C.          | Corea del Sur | 2023-2024 |
| Chengdu Rongcheng      | China         | 2024-     |